# Rubén Vallejos
Rubén Vallejos Gajardo (* 20. Mai 1967 in Parral) ist ein ehemaliger chilenischer Fußballspieler und -trainer. Der Stürmer gewann 1994 mit dem CSD Colo-Colo die Copa Chile und wurde in der Clausura 1997 Torschützenkönig.

## Karriere

### Spieler
Rubén Vallejos, auch Camión genannt, begann seine Profikarriere bei Deportes Colchagua und spielte in seiner 17-jährigen Laufbahn für den CD Magallanes, die Rangers de Talca, den CD Palestino, den CD Cobreloa, den CSD Colo-Colo und Deportes Puerto Montt. Der größte Schritt seiner Karriere war der Wechsel 1994 von Deportes Antofagasta zum amtierenden Meister Colo-Colo, wo noch einige Copa-Libertadores-Sieger unter Vertrag standen. Mit den Albos gewann er die Copa Chile 1994. Seine einzige Auslandsstation war 1996 bei den UAT Correcaminos in Mexiko. In der Clausura 1997 wurde er bei Deportes Puerto Montt mit zehn Treffern gemeinsam mit Richart Báez von CF Universidad de Chile Torschützenkönig. Mit den Rangers de Talca kam er in der Apertura 2002 ins Play-off-Finale und unterlag dort Universidad Católica. 2003 beendete er bei Magallanes seine Profikarriere.

### Trainer
Vallejos wurde im Dezember 2005 als Trainer vom INAF, dem Institut für die chilenische Trainerausbildung, zertifiziert und arbeitete für den CD Cobreloa in einer Fußballschule von Santiago. 2008 bis 2009 war er Trainer der Profimannschaft. Anschließend trainierte er die Rangers de Talca 2010 und Deportes Colchagua aus der Segunda División. Seit 2013 arbeitet Vallejos für den CD Cobresal, der ihn nach einem Spiel als Interimstrainer schon zwei Mal zum Trainer der Profimannschaft ernannte.

## Erfolge
Colo-Colo
- Chilenischer Pokalsieger: 1994

## Auszeichnungen
- Torschützenkönig der chilenischen Primera División: 1997-C